# KER
KER(에스페란토: Komuna Eŭropa Referenckadro por Lingvoj)는 에스페란토 공인 시험으로, 유럽 언어 공통 기준에 속한다. 대한민국 내 시험은 서울 에스페란토 문화원이 주관한다.

## 구성 및 등급
- A1
- A2
- B1
- B2
- C1
- C2